# 다카하시 타쿠

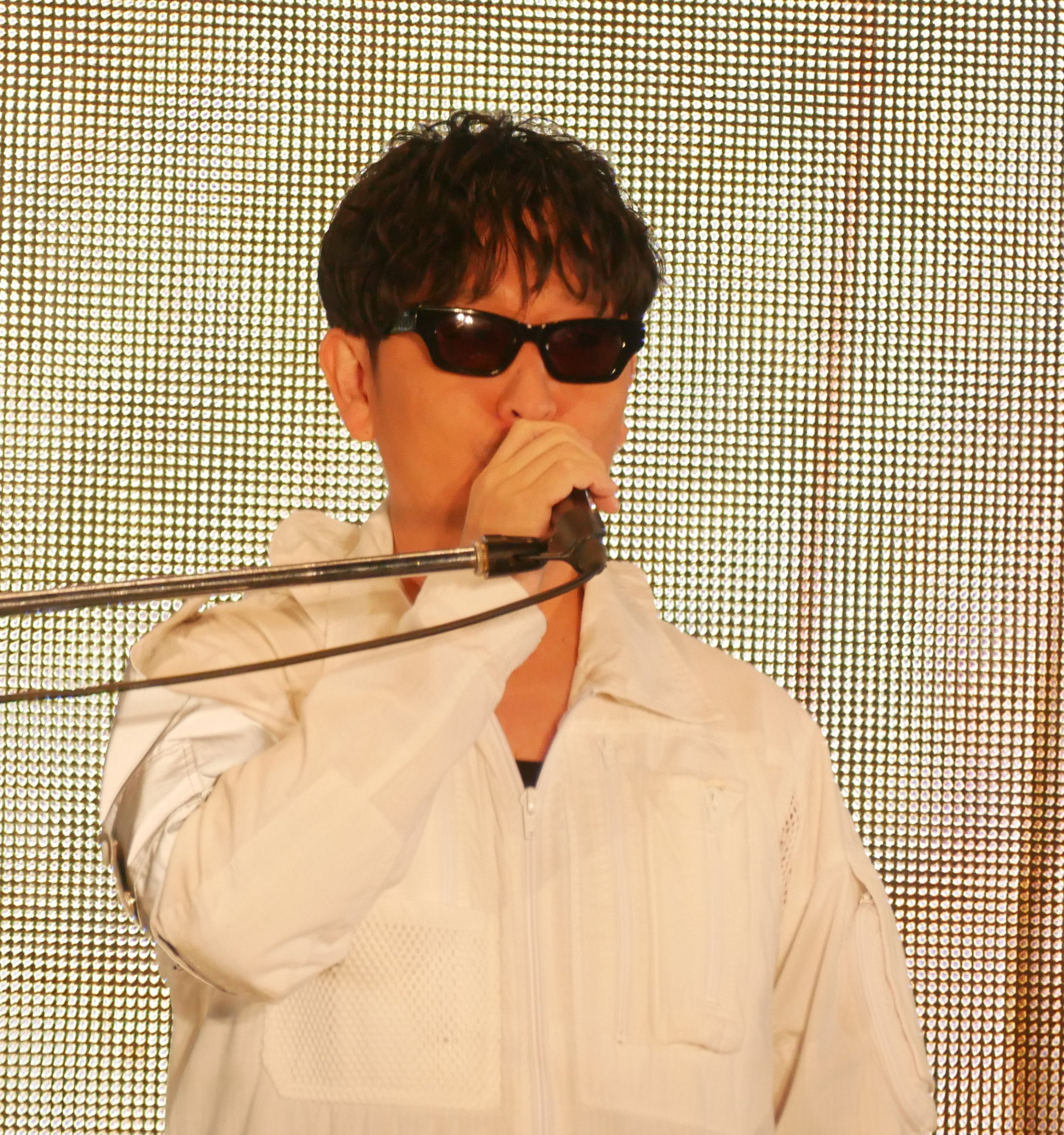
2019년 공연 모습

다카하시 타쿠(高橋拓, 1974년 3월 29일 출생, ☆타카하시 타쿠)는 1997년 힙합 그룹 M-flo의 프로듀서로 데뷔한 일본의 DJ이자 음반 프로듀서이다. 이 그룹은 2000년대 초반 "How You Like Me Now?", "Come Again"과 같은 히트 싱글로 두각을 나타냈다. 다카하시는 에이벡스 그룹의 20주년 기념 댄스 음악 프로젝트 레이벡스의 멤버이기도 하며 크리스털 케이, 스즈키 아미, 리에 후 등 뮤지션을 위한 곡과 우타다 히카루 및 하마사키 아유미를 위한 리믹스를 제작했다. 그는 음반사 타키텔릭 레코드(Tachytelic Records)와 TCY 레코딩(TCY Recording)을 설립했다.